# 빌라 라이즈
《빌라 라이즈》(영어: Villa Rides)는 1968년 미국의 전쟁 서부극 영화로, 멕시코 혁명가 판초 비야의 실제 이야기를 담은 영화로 1992년 《풍운아 판초 빌라》라는 제목으로 MBC에서 신정 특선영화로 방영했었다.

## 등장인물

### 주연
- 율 브리너 - 판초 비야 역
- 로버트 미첨 - 리 아놀드 역
- 찰스 브론슨 - 로돌프 피에로 역

### 조연
- 마리아 그라지아 부첼라 - 피나 역
- 질 아일랜드 - 레스토랑의 소녀 역

### 단역
- 존 아일랜드
- 알렉산더 녹스 - 마데로 역
- 허버트 롬 - 우에르타 장군 역
- 다이아나 로리스 - 에밀리타 역
- 앤드리스 몬릴 - 헤레라 역
- 줄리오 페나 - 제너럴 역
- 호세 마리아 프라다 - 메이저 역
- 페르난도 레이 - 푸엔테스 역
- 안토니오 루이즈
- 로베르토 비하로 - 우르비나 역
- 프랭크 울프 - 라미레즈 역